# 背帶擬花鮨
背帶擬花鮨，又稱背帶擬花鱸，俗名三色鱸，為輻鰭魚綱鱸形目鱸亞目鮨科的其中一種，分布於印度西太平洋區，從模里西斯至巴布亞紐幾內亞海域，棲息深度10-30公尺，體長可達11公分，生活在珊瑚礁區，為底棲性魚類，屬肉食性，可作為觀賞魚。

## 擴展閱讀
維基物種上的相關：背帶擬花鮨